# Сімада (Сідзуока)

Сіма́да (яп. 島田市, しまだし, МФА: [ɕimada ɕi̥]?) — місто в Японії, в префектурі Сідзуока. Розташоване в центральній частині префектури, на березі річки Ой.   Виникло на основі постоялого містечка на Східноморському шляху. Отримало статус міста 1948 року. Площа становить 315,88 км². Станом на 1 серпня 2011 року населення складало 99 860  осіб, густота населення — 316 осіб/км².  Основою економіки є лісова промисловість, харчова промисловість, машинобудування, автомобілебудування, туризм.  В місті розташовані аеропорт Шідзуока, міст Хорай. 